# Prignitzer Eisenbahn (ab 1996)
Die Prignitzer Eisenbahn GmbH (PEG) ist ein Eisenbahnverkehrsunternehmen (EVU) mit Sitz in Berlin; die Firma ist Teil der Netinera-Gruppe. Seit 2012 betreibt die Gesellschaft keinen Bahnverkehr mehr.

## Unternehmen
Die Prignitzer Eisenbahn GmbH wurde im Juni 1996 vom ehemaligen DB-Mitarbeiter Thomas Becken gegründet. Mit kostengünstig zu betreibenden Schienenbussen übernahm er den Verkehr auf einigen Nebenbahnen in der Prignitz, um diese Strecken im Nordwesten des Landes Brandenburg vor der drohenden Betriebseinstellung zu retten. Später wurde die PEG auch in anderen Regionen Brandenburgs sowie in Nordrhein-Westfalen als Eisenbahnverkehrsunternehmen tätig, und sie wurde als Eisenbahninfrastrukturunternehmen für einige Strecken in Brandenburg und Mecklenburg-Vorpommern zuständig.
2006/2007 erbrachte die PEG 1,35 % der Verkehrsleistungen im Verkehrsverbund Berlin-Brandenburg (VBB).
Im Jahr 2002 wurde zusammen mit der Hamburger Hochbahn (HHA, heute: BeNEX) aus Hamburg das Tochterunternehmen Ostdeutsche Eisenbahn GmbH (ODEG) gegründet, das Schienenpersonennahverkehr (SPNV) in Mecklenburg-Vorpommern, Brandenburg, Berlin und Sachsen betreibt. Zuletzt gewann dieses Unternehmen die Ausschreibung von drei RB- und zwei RE-Linien im VBB, die seit Dezember 2011 und 2012 betrieben werden.
2004 wurde das Unternehmen an die damalige Arriva-Gruppe verkauft. Seit Februar 2011 ist die PEG eine Tochtergesellschaft der Netinera, die zu 100 % der italienischen Staatseisenbahn (FS) gehört.
Im Laufe der Jahre wuchsen die Aktivitäten der PEG an. 1998 begann die PEG zugleich den Verkehr im Güterverkehr aufzunehmen. Bis zum Rückgang der Unternehmensaktivitäten wuchs das Unternehmen in diverse Branchen unter dem Dach von PE Arriva, unter anderem waren die Tochterunternehmen PE Cargo (Güterverkehr), Arriva-Werke (bis 2019 Netinera-Werke, für Instandhaltung), PEI (Infrastruktur) und Prignitzer Leasing AG (für die Fahrzeugbereitstellung).
Inzwischen gehen die Unternehmensaktivitäten zurück. Nach Auslaufen der Verkehrsverträge zog sich die PEG im Dezember 2011 aus Nordrhein-Westfalen zurück. Die Zuständigkeit für Eisenbahninfrastrukturen in Brandenburg und Mecklenburg gab sie Mitte 2012 ab. Als 2012 der Personenverkehr in der Prignitz ausgeschrieben wurde – vorgesehen wurde ein deutlich geringerer Betriebsumfang als vorher –, beteiligte sich die PEG nicht mehr. Die Ausschreibung gewann die Eisenbahngesellschaft Potsdam, die dann im Dezember 2012 die Verkehrsleistungen in der Heimatregion der PEG übernahm. Auch der Verkehr auf der Strecke Berlin-Lichtenberg – Löwenberg (Mark) – Templin wurde ab 9. Dezember 2012 komplett von DB Regio übernommen, so dass die PEG seitdem keinen SPNV mehr betreibt.
Seit der Beendigung der Verkehrsverträge hat sich die PEG aus dem Schienenpersonennahverkehr zurückgezogen und vermietet seitdem ihre 6 verbliebenen Talent-Triebwagen (2 Zweiteiler, 4 Dreiteiler).

### Ehemalige Linien
| Linie                              | Kursbuchstrecke | Zuglauf                                          | Vertragslaufzeit | heutiger Betreiber       |
| ---------------------------------- | --------------- | ------------------------------------------------ | --- | ------------------------ |
| Linien in Brandenburg und Umgebung |                 |                                                  | |                          |
| RB 12                              | 209.12          | Berlin-Lichtenberg – Löwenberg (Mark) – Templin  | Dezember 2006 – Dezember 2012 | Niederbarnimer Eisenbahn |
| RB 50                              | 209.50          | Neustadt (Dosse) – Rathenow                      | Juni 1997 – November 2003 (im Auftrag der DB Regio)                                                                                      | Strecke stillgelegt      |
| RB 53                              | 209.53          | Neustadt (Dosse) – Neuruppin                     | September 1998 – Dezember 2006 | Betrieb eingestellt      |
|                                    | 209.54          | Rheinsberg (Mark) – Rheinsberg Stechlinsee       | 16.–23. Mai 2005, temporäre Wiederaufnahme des Werksverkehrs wegen Straßenbauarbeiten                                                    | Betrieb eingestellt      |
| RB 70                              | 209.70          | Pritzwalk – Putlitz                              | September 1996 – Dezember 2006 (bis September 1998 im Auftrag der DB Regio) August 2007 – Oktober 2011                                   | Strecke stillgelegt      |
| RB 71                              | 206             | Wittstock (Dosse) – Wittenberge                  | Mai 2000 – Dezember 2002 (im Auftrag der DB Regio) [6 Fahrten]                                                                           | DB Regio                 |
| RB 73                              | 209.73          | Pritzwalk – Kyritz – Neustadt (Dosse)            | Juni 1997 – September 1998 (nur im Abschnitt Kyritz - Neustadt (Dosse)) September 2000 – Dezember 2012 (bis Dezember 2003 bis Meyenburg) | Hanseatische Eisenbahn   |
| RB 74                              | 209.74          | Pritzwalk – Meyenburg                            | Dezember 2003 – Dezember 2012 (zuvor Teil der RB73)                                                                                      | Hanseatische Eisenbahn   |
| RB 3                               | 172             | Hagenow Land – Ludwigslust                       | Juni 2001 – Dezember 2002 (im Auftrag der DB Regio) [6 Fahrten]                                                                          | Ostdeutsche Eisenbahn    |
| RB 5                               | 174             | Meyenburg – Güstrow                              | September 1998 – September 2000 (auch als RB73)                                                                                          | Betrieb eingestellt      |
| Linien in Nordrhein-Westfalen      |                 |                                                  | |                          |
| RB 36                              | 447             | Oberhausen – Duisburg-Ruhrort                    | Dezember 2002 – Dezember 2010 | RheinRuhrBahn            |
| RB 44                              | 423             | Oberhausen – Bottrop – Dorsten                   | Dezember 2002 – Dezember 2010 | RheinRuhrBahn            |
| RB 51                              | 412             | Dortmund – Coesfeld – Gronau (Westf.) – Enschede | Dezember 2004 – Dezember 2011 | DB Regio                 |

1. ↑  zwei Zugpaare fuhren von/nach Pritzwalk West (nur mo–fr an Schultagen)

## Trivia
Die PEG wurde durch ihren Einsatz für den Erhalt von Eisenbahnstrecken, den versuchten Wiederaufbau des ET 403 („Donald Duck“), die Erhaltung von einigen Fahrzeugen der Baureihe 221 sowie den Einsatz von Uerdinger Schienenbussen während der ersten Betriebsjahre als neues Eisenbahnverkehrsunternehmen bekannt. Die Farbgestaltung ihrer Fahrzeuge galt als außergewöhnlich.
Die Schienenbusse wurden als T1 bis T12 bezeichnet. Der bekannteste ist T11; im Jahr 2020 wurde von der Hanseatischen Eisenbahn der T2 als Ersatzfahrzeug betriebsfähig gehalten und T11 dient als Ersatzteilspender. 

## Infrastruktur
Die PEG verwaltete seit dem 1. Januar 2004 die Strecke Pritzwalk–Karow (Plau am See) als Eisenbahninfrastrukturunternehmen. Die Strecke wurde gemeinsam mit der Strecke Pritzwalk–Putlitz auf die PEG übertragen, die wiederum das Eigentum an der Strecke Pritzwalk–Putlitz auf den Landkreis Prignitz übertrug. Zum 1. März 2008 pachtete die PEG die Strecken Pritzwalk – Neustadt (Dosse) sowie Karow (Meckl) – Waren von der DB Netz.
Zum Schuljahresbeginn am 27. August 2007 wurde der neue Haltepunkt Pritzwalk West an der Strecke nach Putlitz offiziell eröffnet, der von Zügen aus Richtung Meyenburg und Putlitz angefahren wird. Auf Initiative der PEG und des Putlitz-Pritzwalker Eisenbahnfördervereins verkehren montags bis freitags jeweils sechs Zugpaare zwischen Pritzwalk und Putlitz.
Zum 13. September 2007 übernahm die PEG die Betriebsführung der Strecke Blankenberg (Meckl) – Dabel im Auftrag des Eigentümers ecoMotion GmbH, Rapsveredelung Mecklenburg. Diese Strecke wurde ab dem 20. August 2007 zunächst bedarfsweise für den Bahntransport von Biodiesel vom Werk der ecoMotion GmbH in Sternberg verwendet. Seit dem 8. April 2008 verkehrt der von der Eisenbahngesellschaft Potsdam (EGP) und der Railion Deutschland AG traktionierte Zug mit 1.100 Tonnen Nettogewicht regelmäßig einmal wöchentlich nach Hamburg.
Zum 24. Mai 2008 hatte der Bereich Infrastruktur der PEG (PEG IS) die 31 Kilometer lange Strecke Karow (Meckl) – Priemerburg wieder in Betrieb genommen. Mit dieser neuen Verbindung sollten sich für den Schienengüterverkehr im Nord-Süd-Verkehr zum Seehafen Rostock Alternativen zu den derzeitigen Hauptzulaufstrecken von Schwerin und Berlin ergeben.
Zum 22. April 2010 nahm die PEG IS in Absprache mit dem Eigentümer den Abschnitt zwischen Ganzlin und Bütow der Bahnstrecke Ganzlin–Röbel wieder in Betrieb. Im Bereich der ehemaligen Ladestelle Bütow sollten Güterwagen abgestellt werden, bis dorthin können Zugfahrten im Zugleitbetrieb durchgeführt wurden. Das Reststück bis Röbel wurde zum Baugleis erklärt.
Am 12. April 2012 erfolgte bei der PEG die gesetzlich geforderte Trennung zwischen Betrieb und Infrastruktur, indem der Bereich Infrastruktur als Prignitzer Eisenbahn Infrastruktur GmbH (PEI) ausgegliedert wurde. Am 10. Juli 2012 wurde die PEI an die RegioInfra Gesellschaft mbH (RIG) rückwirkend zum 1. Januar 2012 verkauft.
Bis 2019 waren die Netinera-Werke in Neustrelitz ein Bestandteil der Prignitzer Eisenbahn. 2019 wurden sie Teil der DESAG-Holding (Deutsche Eisenbahn Service AG) und umbenannt in Ostmecklenburgische Bahnwerk.

## Fahrzeuge
Bis Ende 2003 wurden in der Prignitz zwölf Uerdinger Schienenbusse eingesetzt. Im Besitz als Ersatzteilspender waren 18 weitere Fahrzeuge. Sie wurden teilweise noch bis Mai 2009 für Sonderfahrten genutzt. Am 1. Mai 2009 wurde mit T 11 der letzte Uerdinger nach abgelaufener Frist abgestellt, er wurde zuvor noch an das Lackschema der Regio-Shuttle angepasst. Die meisten der Schienenbusse sind in der Zwischenzeit nach Goes in den Niederlanden verkauft worden.
221 145, die vor wenigen Jahren aus Griechenland zurückgekauft wurde, ist nach ihrer Aufarbeitung mit Klimaanlage, Schalldämpfer und einem völlig neuen Motor ausgestattet.
Ebenfalls im Besitz waren drei Fahrzeuge der Baureihe 670 sowie zwei LVT/S.
Zur Erneuerung der Fahrzeugflotte in Brandenburg sind acht Regio-Shuttle beschafft worden. Sie kamen freizügig im gesamten Netz zum Einsatz. Nach dem Vertragsende der Linien im Netz Oberhausen sind die vier dreiteiligen Talent-Triebwagen auf der Linie RB12 (Berlin - Templin) zum Einsatz gekommen. Die Regio-Shuttle wurden zu diesem Zeitpunkt abgegeben. Teilweise sind diese an Konzernschwester übergeben worden, andere sind hingegen in die Vermietung gegangen. Das bei einem Brand beschädigte Fahrzeug VT 650.06 hat die Hanseatische Eisenbahn übernommen und setzt dieses nach einer Instandsetzung wieder ein. Ein weiteres Fahrzeug (VT 650.07) ist beim selben Ereignis vollständig ausgebrannt und wurde verschrottet.
Für den Betrieb der Ruhrort-Bahn und dem Dorstener beschaffte man zwei zweiteilige und vier dreiteilige Triebwagen vom Typ Talent. Da zum Betriebsstart im Dezember 2002 nicht alle Fahrzeuge ausgeliefert worden sind, waren in der Anfangszeit verschiedene Fahrzeugtypen im Einsatz. Unfälle haben zeitweise für weitere Fahrzeugengpässe gesorgt. Neben den Talent-Triebwagen sind daher eigene Fahrzeugen aus anderen Netzen (Doppelstockschienenbusse, Uerdinger Schienenbusse, Talent Prototyp, Regio-Shuttle) sowie auch Mietfahrzeuge zum Einsatz gekommen. Darunter das Regio-Shuttle Vorführfahrzeug von Stadler, mehrere Desiros aus dem Angel Trains-Pool und RegioSprinter der Vogtlandbahn. Der Talent-Prototyp ist nach einem Brand in Oberhausen-Osterfeld aus dem Bestand ausgeschieden und nach mehreren Jahren Abstellung in Neustrelitz im Jahr 2013 zerlegt worden.
Auf der Westmünsterlandbahn kamen 11 von AlphaTrains angemietete Talent-Triebwagen zum Einsatz. Sie unterschieden sich von außen nur gering von der ersten Serie für das Netz Oberhausen, allerdings wurde sich für eine andere Aufteilung der Sitze entschieden. Im Bedarfsfall waren die Fahrzeuge für beide Netze freizügig einsetzbar.
Zwei der Talent-Triebzüge sind bis heute an die RheinRuhrBahn vermietet und auf der Linie RE 14 in Nordrhein-Westfalen im Einsatz. Die Fahrzeuge tragen inzwischen das Design des Mieters.
Die Fahrzeuge wurden mit Biodiesel (B100) betrieben. Triebwagen des Typs Regio-Shuttle fuhren mit Rapsöl. Auf einzelnen Fahrzeugen wurde die Verwendung der Kraftstoffe aktiv mit einer Sonnenblume und entsprechenden Text beworben.

## Bilder

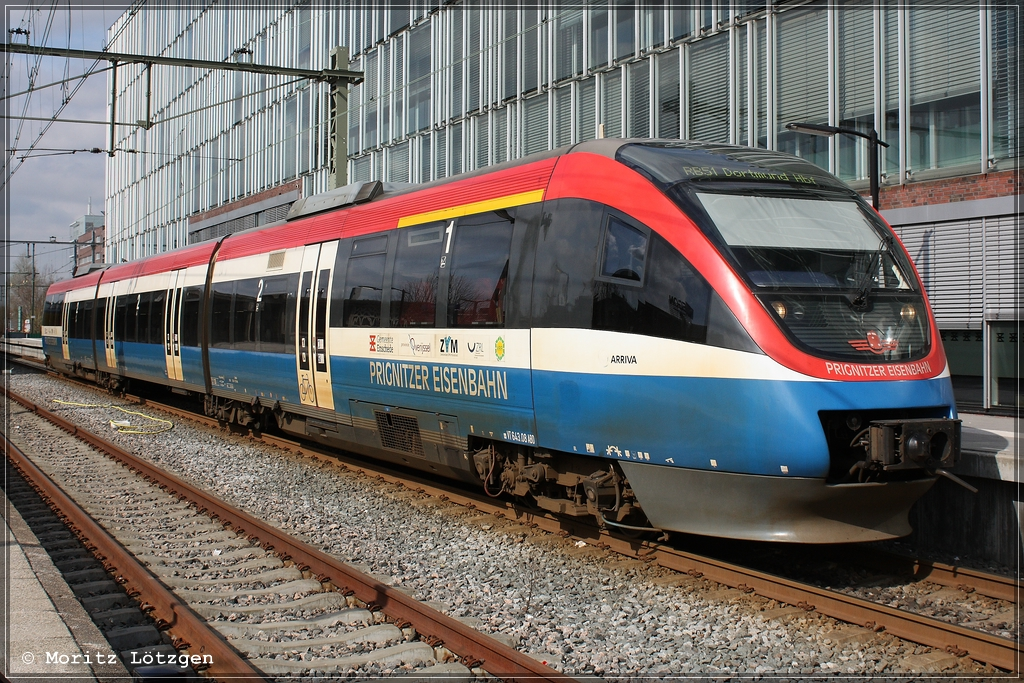
3-teiliger TALENT im Bahnhof Enschede, Niederlande
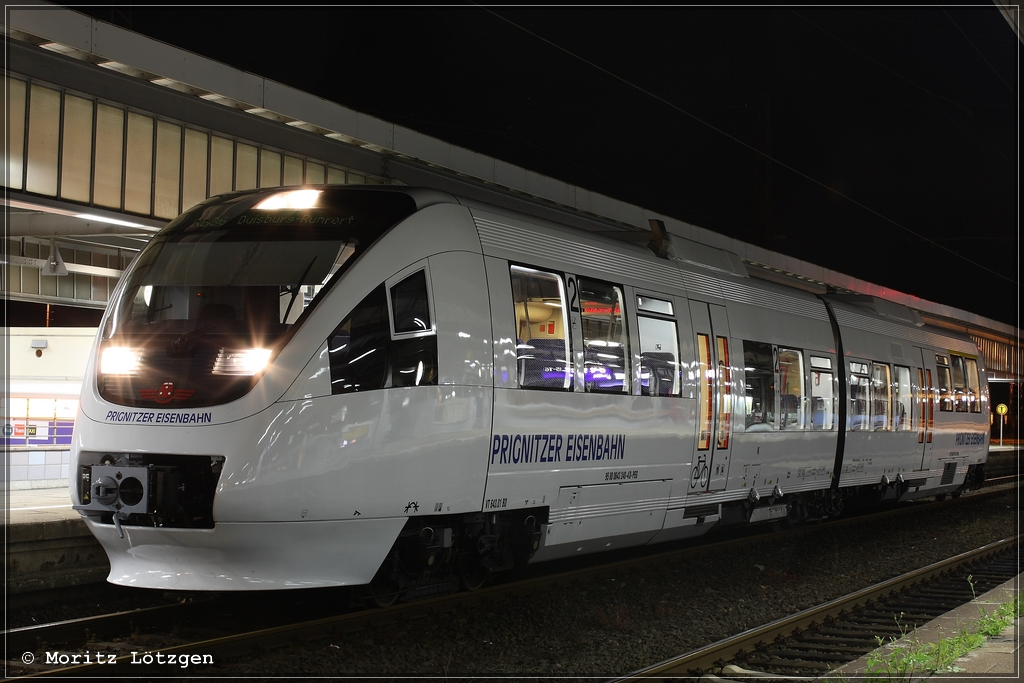
2-teiliger TALENT (643.01) nach erfolgreicher Hauptuntersuchung komplett in weiß
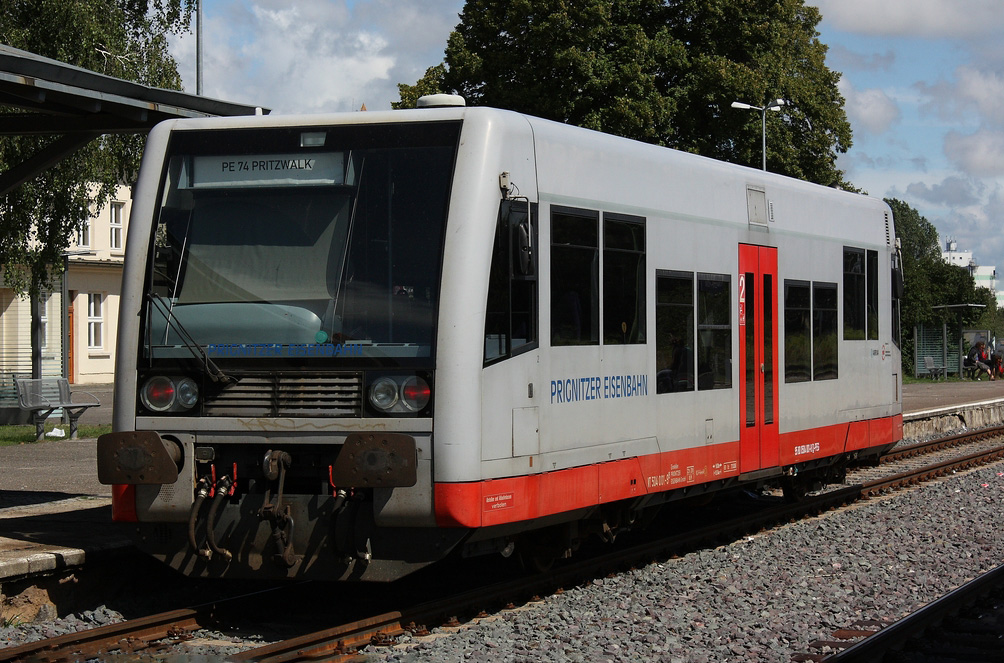
Bombardier LVT-S im Bahnhof Pritzwalk
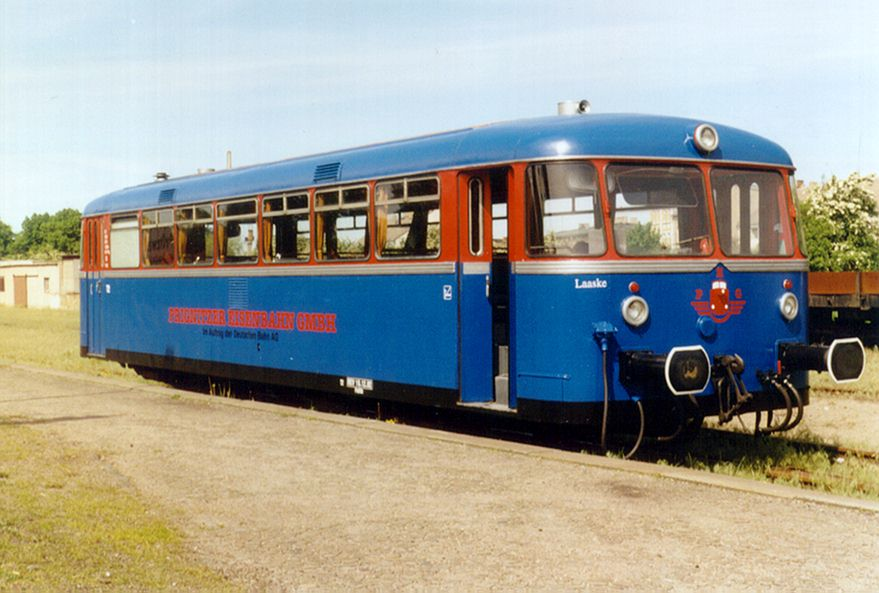
Uerdinger Schienenbus als Triebwagen „Laaske“ der PEG
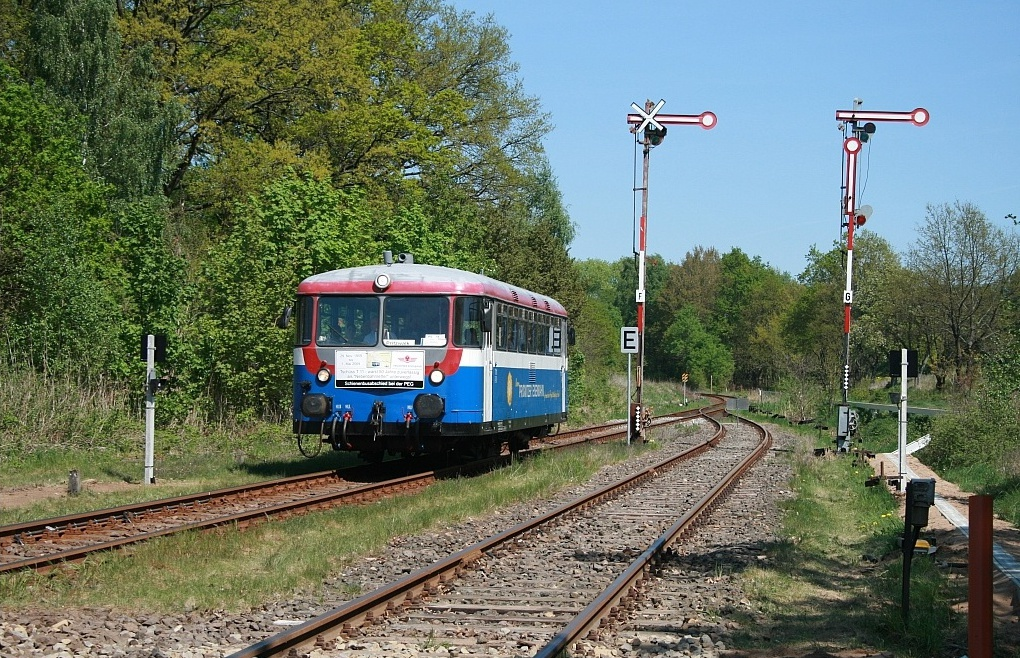
„T 11“ auf seiner Abschiedsfahrt am 1. Mai 2009 in Brügge (Prign)
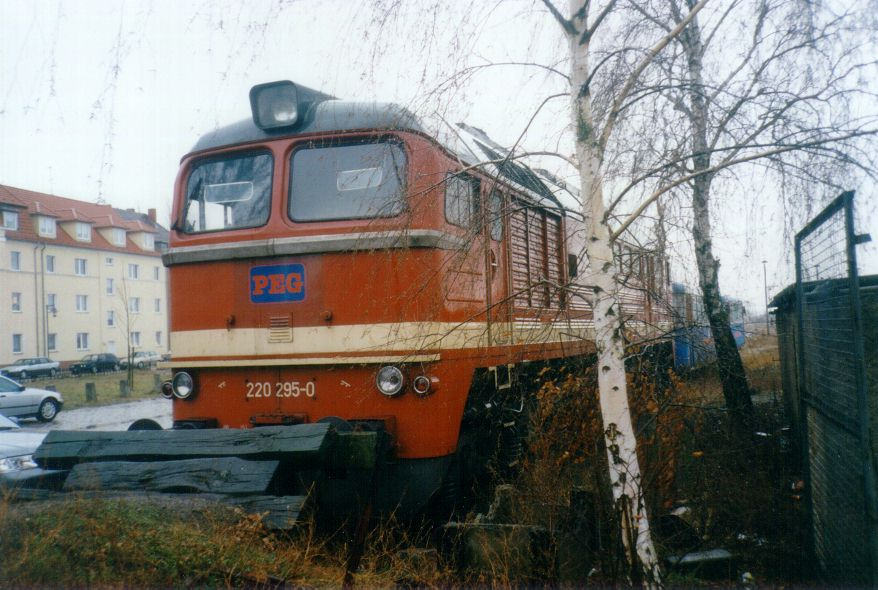
„Taigatrommel“ der PEG
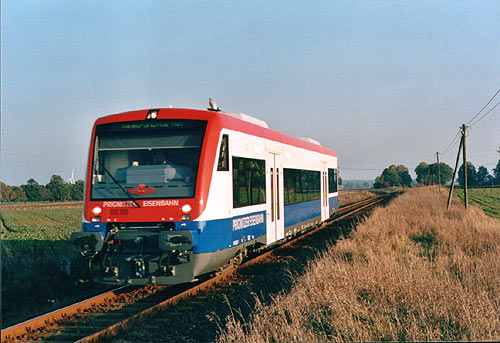
Stadler Regio-Shuttle der PEG

## Film
- SWR: Eisenbahn-Romantik – Die Prignitzer Eisenbahn (Folge 358)